# Зикмунд, Мирослав
Мирослав Зикмунд (чеш. Miroslav Zikmund; 14 февраля 1919, Пльзень — 1 декабря 2021, Прага) — чешский путешественник, журналист, писатель.

## Биография
В 1938 году окончил среднюю школу. Поступил в торговую школу, где познакомился с Иржи Ганзелкой (1920—2003). Вместе они разработали план путешествия по пяти континентам.
В 1947—50 годах вместе с Ганзелкой совершил путешествие на легковом автомобиле Tatra 87 по Африке, Южной и Центральной Америке. Автомобиль им удалось получить от автозавода, убедив его руководство, что их поездка послужит хорошей рекламой автомобилям Tatra и вообще чешским товарам. Во время путешествия они написали сотни репортажей, несколько объёмных книг, сделали тысячи фотографий и несколько документальных фильмов. В своём путешествии Ганзелка и Зикмунд встречались со многими общественными и политическими деятелями, забирались в такие глухие места, что иногда были первыми иностранцами, которых видели местные жители. Книги Ганзелки и Зикмунда были переведены на несколько языков, в том числе и русский и были популярны в СССР.
В 1959—64 годах Ганзелка и Зикмунд совершили новое большое путешествие на автомобиле Tatra 805 по странам Ближнего Востока, Азии и СССР. В июле 1964 года президиум Центрального совета по туризму СССР присвоил путешественникам звание «Мастер туризма СССР».
После событий Пражской весны 1968 года поддерживавшие её Зикмунд и Ганзелка были изгнаны из союза чехословацких писателей. Работы Зикмунда после 1969 года не печатались, и он остался безработным.
После развала социалистического лагеря снова стали выходить книги Ганзелки и Зикмунда. Зикмунд совершил несколько новых путешествий в Японию, Австралию, Шри-Ланку и Мальдивы.
Жена — оперная певица Ева Зигмундова (1932—2020).
Скончался 1 декабря 2021 года на 103 году жизни.

## Произведения
Все работы написаны вместе с Иржи Ганзелкой (оба автора даже поделили поровну все гонорары) относились исключительно к их путешествиям. Маршрутам уделяется постоянная экспозиция в Музее юго-восточной Моравии в замке Злин «С инженерами Ганзелкой и Зикмундом на пяти континентах», экспозиция открыта 30 ноября 1996 года.

## Книги
В соавторстве с Иржи Ганзелкой:
- Afrika snů a skutečnosti, 1952 — Африка грёз и действительности (3 тома)
- Tam za řekou je Argentina, 1956 — Там за рекою Аргентина (о путешествии по Аргентине, Парагваю, Бразилии, Уругваю);
- Přes Kordillery, 1957 — По Кордильерам (о путешествии по Аргентине, Боливии, Перу);
- Za lovci lebek, 1958 — К охотникам за черепами (о путешествии к индейцам хиваро в Эквадоре);
- Mezi dvěma oceány, 1959 — Меж двух океанов (о путешествии по Панаме, Коста-Рике, Гондурасу, Сальвадору, Гватемале, Мексике и возвращение в Чехословакию);
- Obrácený půlměsíc, 1961 — Перевернутый полумесяц (о путешествии по странам ислама).
- Tisíc a dvě noci, 1967
- Světadíl pod Himalájem, 1969 (Часть из книги публиковалась на русском языке под заглавием: « Кашмир. Долина в поднебесье», Прага, «Артия», 1962 г.).
- Zvláštní zpráva č. 4, 1990.
- Cejlon, ráj bez andělů, 1991, zakázáno, vyšlo samizdatem
- Sumatra, naděje bez obrysů, 1991, zakázáno, vyšlo samizdatem
- Život snů a skutečnosti, 1997
- Afrika kolem Tatry, 2000
- Velké vody Iguazú, 2000
- Přemožení pouště, 2002
- Modrý mauritius…a přece Austrálie!, 1999
- Sloni žijí do sta let, 2002

кроме перечисленных, на русском языке вышли книги-фотоальбомы:
- Кашмир: Долина в поднебесье. — Прага, «Артия», 1962.
- Курдистан. Страна восстаний, легенд и надежд. — Артия, 1962.
- Турция: минареты, фиги, золушки. — Артия, 1962.
- Сирия. От царицы Зиновии к царице Нефти. — Артия, 1963.

## Фильмы
- Afrika I.
- Afrika II.
- Z Argentiny do Mexika
- Je-li kde ne světě ráj

В дополнение к этим художественным фильмам они сняли 147 документальных, короткометражных или телевизионных фильмов.
1965
- Darváz
- Do země dálné a nejbližší
- Jací jsou jaci
- Jenisej
- Křest mrazem
- Máj klepe na dveře
- Medvědí ledovec
- Město voják
- Není všechno zlato světa
- Neříkej velkolepý
- Pamír
- Půlnoční slunce
- Sibiřská nafta
- Slaná hora
- Směr západ
- Světoběžníci
- Ulak
- V zaaltajských horách
- Zkuste to s bidýlky
- Zlato dálného východu

1964
- Ať se stáří vydovádí
- Dobrou chuť, lidé zítřka
- Dravci nebo oběti
- Javanské solo
- Jezdí se vlevo, ale…
- Kdyby všichni bozi světa
- Kouzelníci z Asahi
- Kusamba loví v noci
- Lontar
- Město dvakrát zrozené
- Miroslav Zikmund a Jiří Hanzelka v Japonsku 1963 (TV seriál)
- Pravěk v rokli mrtvých
- Řasy nejsou brvy
- Tókio největší na světě

1963
- Bangka, loterie s dvojitou zárukou
- Bohyně chce krev
- Byl Bismark v Kašmíru?
- Jiří Hanzelka a Miroslav Zikmund v Sovětském svazu (TV seriál)
- Královské M
- Na stezce lovců lebek
- Pod sopkou Merapy
- Z bláta do louže

1962
- Cestou za Metuzalémy
- Čajová dresúra na Cejloně
- Dva póly Tirukunámalé
- Esala perahero
- Irácký Kurdistan
- Mezi svými
- S kamerou do Velkého Himalaje
- Skoupá perla Tamilů
- V moci ohně a bohů
- Vzkříšení sinhálské země
- Závod století

1961
- Cestou hrdinů
- Čarodějové na Dalu
- Epocha mladých ve Šrínagaru
- Jak daleko je z Cejlonu do Arizony?
- Jste moji starší bratři
- Město pod kamennou lavinou
- Mezi nebem a zemí
- Pod našimi okny
- Pozdrav z Pravarsenapury
- Řeka života
- Šikára, gondola asijských Benátek
- Umíte číst červíčky
- Velké prádlo
- Ve Šrínagaru straší
- Zač je datle v Iráku
- Zná Kašmír kašmírské šátky?

1960
- Beit el Lachne
- Cedry na Libanonu
- Haššaš
- Chán Šejchůn
- Na arabském trhu
- Nad zálivem Svatého Jiří
- Na prahu indického světadílu
- Návštěvou u beduínů
- Noria
- Pozdrav ze Středního východu
- Pozdrav z Halebu
- Sálim el Kerím

1955
- Býčí zápasy

1953
- Afričtí trpaslíci
- Lovci lebek
- V pravlasti kávy
- Zrození sopky

1952
- Lihovary v Argentině
- Motocykly v Quatemale
- Ostrovy milionů ptáků
- Za tučňáky, lvouny a velrybami